# Црква Светог апостола Павла (Петроварадин)
Православна црква Св. Павла налази се у подграђу Петроварадинске тврђаве у североисточном крилу Војне болнице. Саграђена је 1922. године за потребе пука војске Краљевине Срба, Хрвата и Словенаца.

## Историјат
Први пут је освештена 1926. године уочи Светих Врачева 14. јула. Цркву је освештао патријарх Српске православне цркве Димитрије. Исте године је и краљ Александар Карађорђевић током своје посете Петроварадину, цркви поклонио звоно на којем стоји натпис Српском православном народу Петроварадина при храму Ваведења Пресвете Богородице, на дар, Александар Први. Иконостас је радио сликар Прве српске армије Васа Ешкићевић. Црква је обављала функцију до Другог светског рата. Након рата национализацијом црквене имовине ова зграда је претворена у магацин лекова Војне болнице у Петроварадину. Тек залагањем припадника Војномедецинског центра у Петроварадину зграда је враћена првобитној намени.

## Обнова
Обновљена је у периоду 1992—93. године када добија данашњи изглед у српско-византијском стилу. Одликује је крстообразна основа са квадратном апсидом и певничким просторима, висока централна купола и звоник над западним делом. Унутрашњост је под сводовима, живописана и новим иконостасом. Скулптуре у спољним нишама дело су вајара Јована Солдатовића.
Војномедецински центар је 1998. године одликован Орденом Св. Саве првог степена од стране патријарха Српске православне цркве Павла.